# Andvari
Andvari je patuljak iz nordijske mitologije koji živi pod vodopadom i ima moć promijeniti se u ribu po volji. Opisuje se kao kralj skandinavskih patuljaka. Ukrao je magični prsten Andvarinaut koji ga je učinio bogatim. Loki ga hvata u mreži i prisiljava ga da se ordrekne zlata. Andvari je prokleo zlato koje će uništiti svakoga tko ga posjeduje. Nakon smrti Brynhilda i Sigurda, Gunnar je sakrio zlato u špilji. Godinama kasnije, Andvari je otkrio špilju i njegovo zlato, iako je njegov prsten zauvijek izgubljen.
U njemačkoj mitologiji, kao i u Wagnerovom opernom ciklusu Prsten Nibelunga poznatiji je pod nazivom Alberich.